# Lotus 1-2-3
Lotus 1-2-3 fu un foglio elettronico sviluppato da Lotus (nel 1995 acquisita da IBM) a partire dal 1983 e fu uno dei primi programmi di questo tipo a riscuotere un grande successo commerciale.

## Storia
Dopo essere stato inizialmente programmato da uno studente dell'Harvard Business School che lo cedette alla Lotus, la prima versione vide la luce il 26 gennaio 1983, surclassando in breve tempo il suo più importante concorrente, VisiCalc della VisiCorp, disponibile per DOS dal 1981. Rispetto a VisiCalc, con cui era compatibile, era particolarmente veloce perché fu scritto in linguaggio assembly x86 espressamente per risultare compatto e per sfruttare tutte le potenzialità dei PC IBM.
In ambiente MS-DOS fu per anni il punto di riferimento vista la sua facilità di programmazione (grazie alle macro e ai comandi complessi inseribili con un solo tasto); poté vantare la presenza dei primi aiuti contestuali e la disponibilità di programmi aggiuntivi, anche di terze parti, per la stampa di grafici. Uno dei punti di forza del programma fu la coabitazione di tre ambienti di lavoro, come i fogli di lavoro, i grafici e il database.
Nel 1991 uscirono le versioni per i principali sistemi operativi con interfaccia grafica: OS/2 di IBM, Windows di Microsoft e macOS di Apple.
Forse per non avere appoggiato subito il fenomeno Windows, preferendo inizialmente l'appoggio al concorrente IBM OS/2, questo programma perse man mano quote di mercato anche perché quando uscì Windows 95, Microsoft non concesse ai competitor le informazioni tecniche per realizzare versioni a 32bit compatibili con la nuova interfaccia Shell di Windows 95. Questo ritardo di 6 mesi fece un grave danno alle altre suite rispetto a Microsoft Office nonostante gli indubbi pregi di Lotus 1-2-3.
Negli ultimi anni Microsoft Excel lo ha praticamente soppiantato, soprattutto in seguito alla vittoria commerciale della suite (insieme di prodotti per l'ufficio) Microsoft Office a scapito di Lotus Smartsuite. Oggi non è più acquistabile, in quanto dal 2014, IBM ha smesso di venderlo e di fornire qualsiasi aggiornamento o supporto.

## Caratteristiche della versione 2
Il foglio di lavoro è un tipico libro mastro, formato da righe e colonne costituenti una matrice. Le righe e le colonne messe insieme identificano le caselle, definite celle. Una o più celle contigue possono dare luogo alle cosiddette zone. Nel foglio possono essere inseriti due tipi di dati: valori, ossia numeri o formule, oppure etichette, ossia parole che descrivono il contenuto delle celle. Nel Menu Principale i comandi fondamentali sono: Foglio, Zona, Copia, Muove, Archivi, Stampante, Grafo, Data, O.S.Dos.
La funzione grafica, molto apprezzata ai suoi tempi, consente di collegare dinamicamente i dati presenti sul foglio di lavoro con il grafico, prescelto in una gamma di cinque tipi possibili: lineari, a pila, istogrammi, a torta e XY.
Il database incorporato nel programma conferma tutte le caratteristiche del gestore di dati tradizionale, quindi si presenta coma una raccolta di record formati da insiemi di campi, e inoltre consente di effettuare calcoli matematici con i campi alfanumerici. Tra le funzioni avanzate spiccano l'ordinamento dei dati e la selezione particolareggiata di record soddisfacenti determinate condizioni, o interrogazione del database.
Le macro permettono di semplificare, velocizzare e automatizzare i lavori ripetitivi, mettendo assieme più battute di tasti e comandi, da eseguire in modo automatico.

## Esempio di Macro
```
...
{HOME}/zt.{DESTRA 6}"k1"
{POSIZIONA}k1"/zned{END} {BASSO}"
{POSIZIONA}i1"fci25"
+NOME&" "&COGNOME{BASSO}
@SE@DERR(@LUNGH(SOC))="stringa"
comando
[
6
]

...
```